# Wierzchowice (Jawor)
Pour les articles homonymes, voir Wierzchowice.
Wierzchowice est une localité polonaise de la gmina de Wądroże Wielkie, située dans le powiat de Jawor en voïvodie de Basse-Silésie.